# Római császárok listája betűrendben
Az ókori Római Birodalom császárainak neve, betűrendben.
| Ábécé szerinti tartalomjegyzék                      |
| --------------------------------------------------- |
| A B C D E F G H I J K L M N O P Q R S T U V W X Y Z |

## A
- Achilles 285–296
- I. Aemilianus 253
- II. Aemilianus 262
- Alexander Severus 222–235
- Allectus 293–296
- Antoninus Pius 138–161
- Anthemius 467–472
- Arcadius
- Aurelianus 270–275
- Auerolus 268
- Augustus i. e. 27 – i. sz. 14
- Avidius Cassius 175
- Avitus 455–456

## B
- Balbinus 238
- Bonosus 280

## C
- Caligula 37–41
- Calpurnius Piso 261
- Caracalla 211–217
- Carausius 287–293
- Carinus 283–285
- Carus 282–283
- Claudius 41–54
- II. Claudius Gothicus 268–270
- Clodius Albinus 195–197
- Commodus 180–192
- Constans 337–350
- II. Constans 337–361
- I. Constantinus 307–337
- Constantius Chlorus 305–306

## D
- Decius 249–251
- Diadumenianus 218
- Didius Iulianus 193
- Diocletianus 284–305
- Domitianus 81–96

## E
- Elagabalus → lásd Heliogabalus)
- Eugenius 392–394

## F
- Firmus 273
- Flavius Valerius Severus lásd Severus
- Florianus 276

## G
- Galba 68–69
- Galerius 305–311
- Gallienus 253–268
- Geta 211–212
- Glycerius 473
- I. Gordianus 238
- II. Gordianus 238
- III. Gordianus 238–244
- Gratianus 375–392

## H
- Hadrianus 117–138
- Heliogabalus 218–222 (lásd még: Elagabal)
- Honorius 395–423

## I
- Ingennus 258
- Iulianus 283
- Iovianus 363–364
- Iulianus 360–363
- Iulius Nepos 474–475

## J
- Julius Caesar

## L
- Laelianus
- Licinius 307–323
- Libius Severus 461–465
- Lucius Verus 161–169

## M
- Macrinus 217–218
- Magnentius 352–357
- Maioranus 457–461
- I. Marcianus 261
- II. Marcianus 261
- Marcus Aurelius 161–180
- Maxentius 306–312
- Maximianus 286–305
- Maximinus Daia 308–313
- Maximinus Thrax 235–238
- Maximus 383–388

## N
- Nero 54–68
- Nerva 96–98
- Numerianus 283–284

## O
- Odaenatus 262–267
- Otho 69

## P
- Pertinax 193
- Pescennius Niger 193–194
- Philippus Arabs 244–249
- II. Philippus 247–249
- Postumus 259–268
- Probus 276–282
- Procopius
- Proculus 280
- Pupienus 238

## Q
- Quietus 261–262
- Quintillus 270

## R
- Regalianus 260k.
- Romulus Augustulus 475–476

## S
- Saturninus 280
- Septimius Severus 193–211
- Severus (Flavius Valerius Severus) 306–307

## T
- Tacitus 275–276
- I. Tetricus (gall) 270–274
- II. Tetricus Esuvius (gall) 273-274
- Theodosius 378–395
- Tiberius 14–37
- Titus 79–81
- Traianus 98–117
- Trebellianus 265
- Trebonianus Gallus 251–253

## V
- Vespasianus 69–79
- I. Valens 261
- Valens 364–378
- I. Valentinianus 364–375
- II. Valentianius 375–392
- III. Valentinianus 425–455
- Valerianus 253–260
- Victorinus 268–270
- Vitellius 69
- Volusianus 252–253